# تخمه
تخمه دانه‌های پر چربی یا پر پروتئین گیاهان است که معمولاً به صورت بوداده و گاهی خام خورده می‌شود و برای سلامتی هم مفید است.
تخمه مغذی است و به دلیل داشتن کلسیم فراوان (از جمله تخمه ژاپنی یا تخمه جابانی)، پروتئین (از جمله تخمه آفتابگردان) و داشتن پتاسیم (از جمله تخمه کدو تنبل)، جایگاه ویژه‌ای در رژیم غذایی افراد، خصوصاً ورزشکاران دارد.
به نقل از جلیلی، رئیس سازمان جهاد کشاورزی: امروزه ۱۵ هزار خانوار در روستاها و شهرهای استان آذربایجان غربی، مستقیماً به وسیله کشت تخم کدو و تخم آفتابگردان و فروش این دو محصول کسب درآمد و امرار معاش می‌کنند.

## برخی انواع

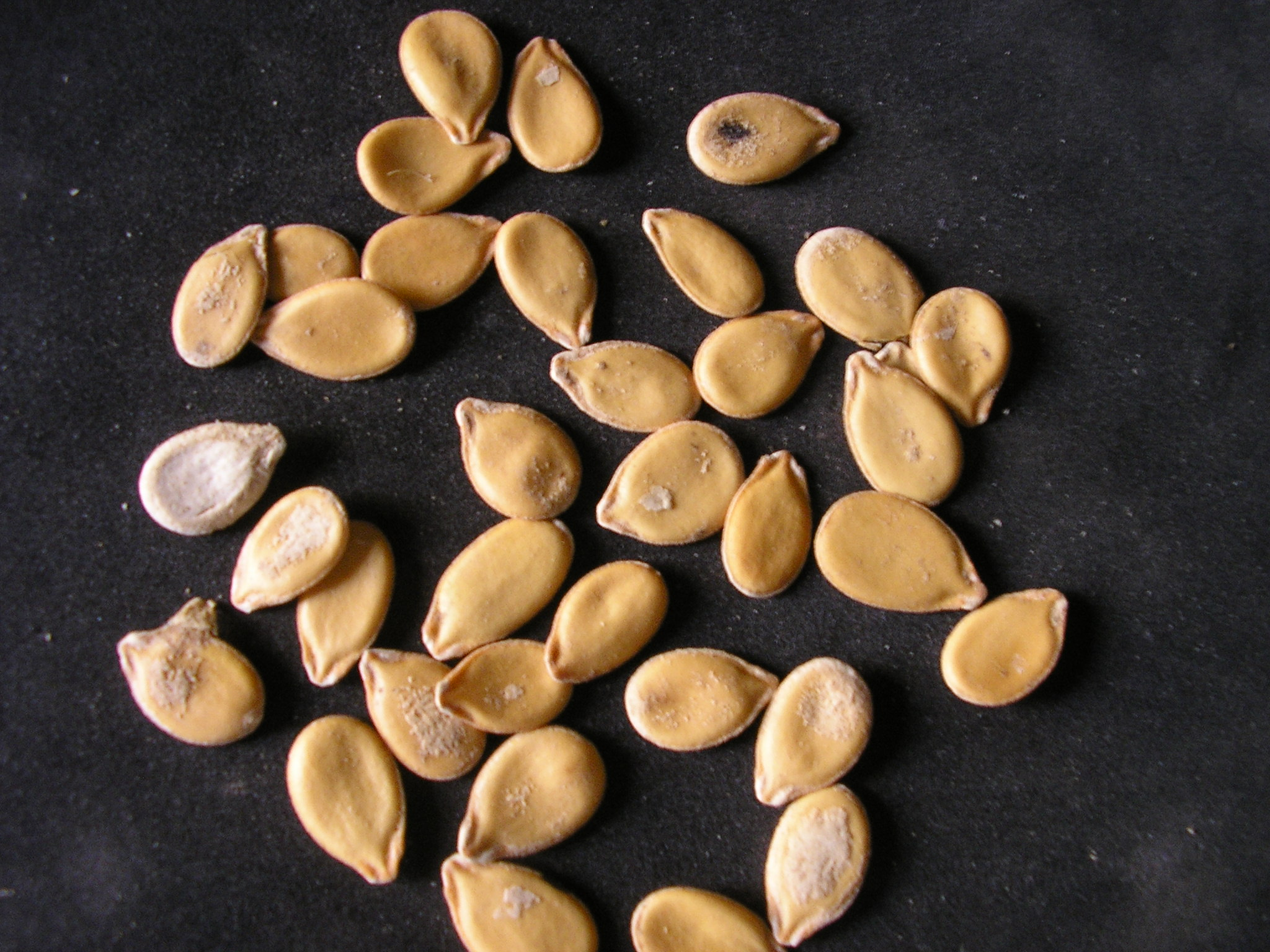
تخمه هندوانه

- تخمه ژاپنی
- تخمه هندوانه
- تخمه آفتاب‌گردان
- تخمه سیاه
- تخمه کدو
- تخمه خربزه

### تخمه آفتابگردان
تخمه آفتابگردان حاوی سلنیوم، یک ماده مغذی ضروری است. در مطالعاتی یافته‌اند که سلنیوم نقش مهمی در عملکرد آنتی‌اکسیدانی ایفا می‌کند و به کاهش قرمز شدن و تورم در بدن کمک می‌کند. اخیراً نیز این خاصیت سلنیوم شناسایی شده‌است که نقش قاطعی در سوخت و ساز تیروئید دارد. همچنین این عنصر توانایی ترغیب ترمیم DNA در سلول‌های آسیب دیده دارد.

### تخمه کدو
تخم کدو دارای مقدار زیادی از آنتی‌اکسیدان‌ها، اسیدهای چرب غیراشباعی، پتاسیم، ویتامین B۱۲ (ریبوفلاوین) و فولات است. وجود مواد مغذی مختلف در تخم کدو و روغن آن برای سلامت فرد بسیار مفید است.